# Kyosuke Matsuyama
Kyosuke Matsuyama (Tóquio, 19 de dezembro de 1996) é um esgrimista japonês, campeão olímpico.

## Carreira
Durante os tempos de colégio, ele mostrou grande presença ao vencer três campeonatos consecutivos no 58º, 59º e 60º Campeonato Nacional de Esgrima do Ensino Médio (todos campeonatos nacionais do ensino médio). Em 2016, aos 19 anos, venceu o All Japan Fencing Championship, e conquistou seu bicampeonato em 2022.
Nos Jogos Olímpicos de Verão de 2024, em Paris, conquistou a medalha de ouro na disputa de florete por equipes ao lado de Takahiro Shikine, Kazuki Iimura e Yudai Nagano.